# Canning
A Canning a nyugat-ausztráliai fővárost, Perth-t átszelő Swan fő mellékfolyója az állam délnyugati részén.

## Forrás és útvonal
A Darling Scarp dombvonulatán lévő forrásvidéket elhagyva a Canning a Swan parti síkján keresztül átkanyarog Perth egyes városrészein, például Canningtonon, Thornlie-on, Rivertonon, Shelley-n, Rossmoyne-on és Mount Pleasanten, majd a Swan Melville Water elnevezésű szakaszán, közvetlenül a Canning Bridge hídja alatt a Swanba ömlik.

## Hidak
- Canning Bridge
- Mount Henry Bridge
- Shelley Bridge
- Riverton Bridge

## Nevezetes pontok
- Coffee Point (a már a Swanhoz tartozó Point Heathcote-tól keletre)
- Deepwater Point (Mount Pleasant nyugati partján)
- Salter Point (a folyó szűkülete északon Salter Point városrész és délen Rossmoyne/Shelley városrészek határa között)
- Prisoner Point (Shelley városrész déli partja, Shelley Beachtől keletre)
- Wadjup Point (a Shelley Bridge-től északnyugatra)

## Történelem
A folyót európaiak először 1801-ben pillantották meg, amikor egy francia felfedező csapat a torkolatához érkezett. A társaság a torkolatnak az Entrée Moreau nevet adta a csapattal tartó Charles Moreau kadét után.
A Canning mai neve 1827-ből származik, amikor a térséget feltáró James Stirling kapitány a HMS  Success fedélzetén 1827 márciusában a folyót George Canningről, a kiváló államférfiról, Nagy-Britannia akkor miniszterelnökéről keresztelte el, amiért annak kormánya lehetővé tette az expedíció finanszírozását.
1829 novemberében, alig öt hónappal a nyugat-ausztrál Swan menti kolónia megalapítását követően egy, az akkor már kormányzói tisztséget viselő James Stirling vezetésével szervezett felfedező csapat a Canning partján új települést alapított Kelmscott néven.

## Fegyencek
Később a folyón fegyencekkel építették meg a mai is nevezetességnek számító „fegyenckerítést”, ami tulajdonképpen egy cölöpsor, mely a Darling-dombvidéken lévő Mason's fűrészmalomból faárut szállító uszályok közlekedését megkönnyítő csatornát határolta.
A folyó számos vadonélő állat otthona, mint például a delfinek, pelikánok, hattyúk és sok más madárfaj.

## Algavirágzás
Az algavirágzás a Canning-folyórendszeren rendszeresen jelentkezik, azt a vízben a tápanyagok felhalmozódása okozza. A megemelkedő tápanyagszintek fő okai közé tartoznak az emberi tevékenységek, ideértve a földművelést, valamint a lakóépületekhez tartozó kertek és köztéri parkok gondozását, miközben a felszaporodó algák mérgező hatásúak lehetnek az emlősökre és tengeri élővilágra nézve. A folyó kezelésével megbízott kormányhivatal, a Swan River Trust folyamatosan figyelemmel kíséri a tápanyagok szintjét és az algák esetleges felszaporodását, arra válaszként pedig figyelmeztetésekkel él, továbbá lezárja a folyó egyes szakaszait az emberi tevékenységek előtt. Ezen kívül a kormányhivatal mentesítő programokat működtet a folyót elérő tápanyagok mennyiségének visszafogása érdekében, igyekszik kivonni a foszfort és oxigénnel dúsítani a vizet az algavirágzással érintett térségekben.
A helyzet megoldásában a Swan River Trust számára reményt jelent az Azolla moszatpáfrány szőnyegszerű megjelenése a Canning egyes szakaszain, amennyiben ez a növény csökkenti az algák számára rendelkezésre álló napfény mennyiségét, illetve számottevő mértékben vesz fel foszfort és más tápanyagokat a vízből. A másik oldalról előfordulhat, hogy az Azolla-szőnyeg a vízből oxigént von el, és erősen kénes szagot áraszt.
- A Canning Azolla nélkül 2006 februárjában.
- Ugyanaz a hely Azolla-szőnyeggel 2007 márciusában.

## Fordítás
Ez a szócikk részben vagy egészben  a   Canning River (Western Australia) című angol Wikipédia-szócikk ezen változatának fordításán alapul.  Az eredeti cikk szerkesztőit annak laptörténete sorolja fel. Ez a jelzés csupán a megfogalmazás eredetét és a szerzői jogokat jelzi, nem szolgál a cikkben szereplő információk forrásmegjelöléseként.